# Обстріли Глухівської міської громади
Обстріли Глухівської міської територіальної громади — серія обстрілів та авіаударів російськими військами території міста Глухів та населених пунктів Глухівської міської громади Шосткинського району (колишнього Глухівського району) Сумської області в ході повномасштабного російського вторгнення в Україну.
Наказом Міністерства з питань реінтеграції тимчасово окупованих територій України територія громади з 21 червня 2022 року була внесена до оновленого переліку територій України, де тривають бойові дії, або які перебувають в окупації російських військ. Жителям громади, зареєстрованим як внутрішньо переміщені особи (ВПО), здійснюватимуться виплати.

## 2022

### 29 квітня
Уранці 29 квітня 2022 року з російського села Городище в Рильському районі Курської області по території Сумщини були випущені понад 30 мінометних снарядів. Вони поцілили між селами Шосткинського району. За інформацією Державної прикордонної служби України снаряди впали на околиці населеного пункту Глухівської міської громади.

### 3 травня
Зі сторони Росії військові ворожої армії близько 11:50 вісім разів відкривали вогонь з мінометів по околицях села Білокопитове Глухівської міської громади.
О пів на восьму вечора 3 травня росіяни вдруге за день із-за кордону обстріляли територію Глухівської міської громади: було 5 «прильотів» з мінометів по околиці села Заруцьке, — повідомив голова Сумської ОВА Дмитро Живицький.

### 8 травня
Російські окупанти близько 18 години вдарили ракетою по старовинному єврейському цвинтарю у місті Глухів на Сумщині. Там розташовані понад 600 надгробних каменів, найстаріший із тих, написи на яких вдалося прочитати, датується 1824 роком. Над цвинтарем стояв дим, частина надгробків зазнала пошкоджень. Також, за інформацією Глухівської міської ради, ушкоджені приватні будинки на прилеглій вулиці. Містянам, чиї будинки було ушкоджено, міська рада запропонувала звернутися за матеріальною допомогою, а правоохоронні органи — зробити заяви до поліції для офіційної фіксації злочинів армії РФ проти мирного населення.
У зв'язку з цим розпочато досудове розслідування за фактом порушення законів та звичаїв війни (ч. 1 ст. 438 КК України), повідомила Сумська обласна прокуратура. Досудове розслідування здійснювалося відділом поліції № 1 (м. Глухів) Шосткинського районного управління поліції Головного управління нацполіції в Сумській області.

### 15 травня

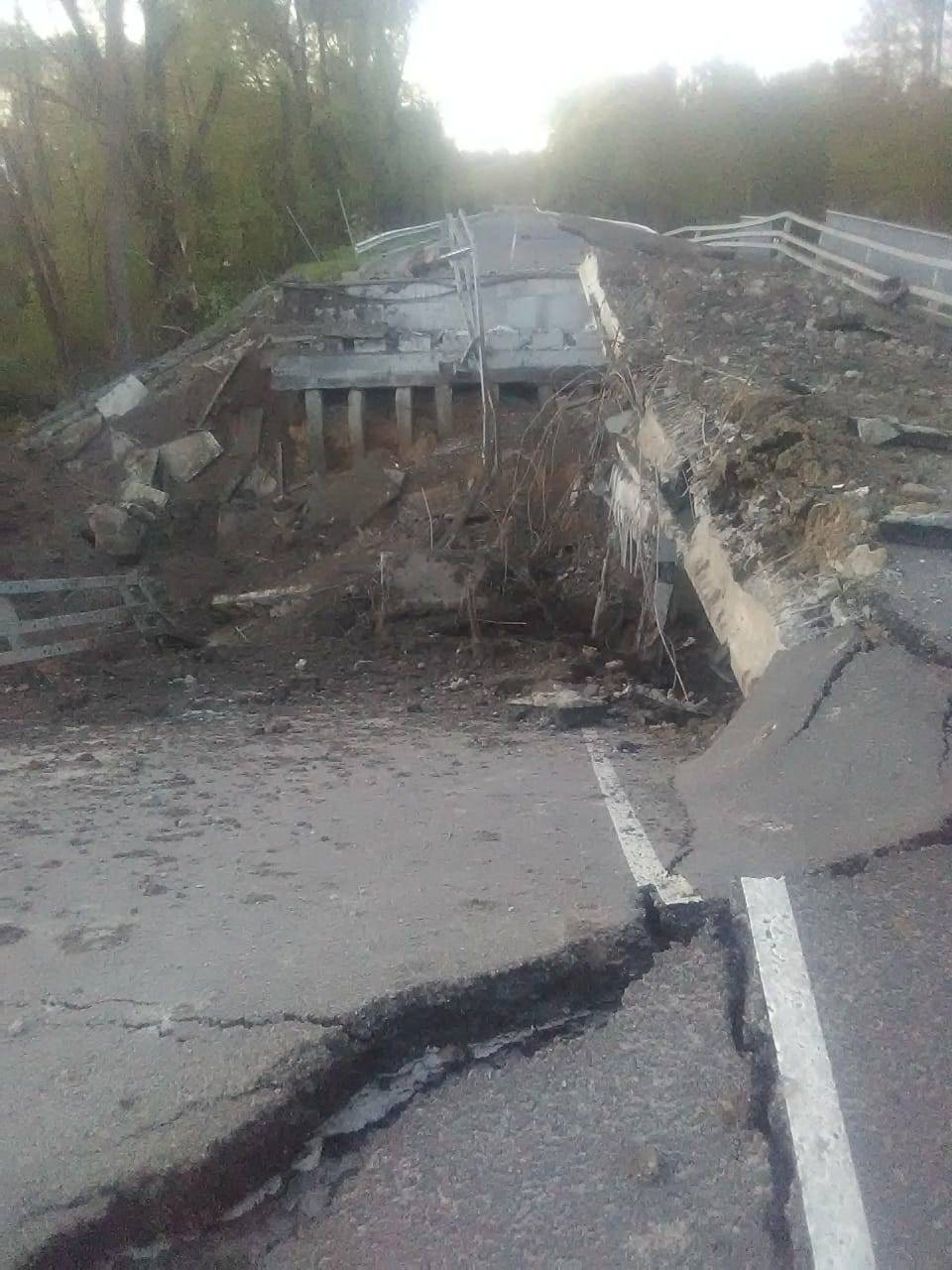
Зруйнований автомобільний міст через Клевень

Близько другої години ночі з 14 на 15 травня росіяни ракетним ударом з літака завдали значних руйнувань автомобільному мосту через річку Клевень у селі Заруцьке Глухівської міської громади, повідомив голова Сумської обласної військової адміністрації (ОВА) Дмитро Живицький. Він наголосив, що обійшлося без людських жертв.

### 16 травня
Близько 7 ранку з боку РФ відбулася спроба прориву державного кордону, голова Сумської ОВА повідомив Дмитро Живицький. Війська РФ відкрили вогонь по прикордонній території Шосткинського району з мінометів, гранатометів, кулеметів та автоматів. В ході бою на територію Глухівської міської громади намагалися зайти диверсійно-розвідувальні групи росіян. Прикордонники дали відсіч і росіяни відступити за лінію державного кордону. Однак, у цьому бою з ворогом загинув старший сержант Державної прикордонної служби України Олександр Поповченко.

### 17 травня
Близько 7 години ранку в районі села Білокопитове російські військові обстріляли підрозділи Держприкордонної служби України.

### 18 травня
Близько 17:30 ворог відкрив вогонь з території Росії. Було зафіксовано 10 вибухів на Глухівщині. Втрат і постраждалих людей не було.

### 15 червня
Увечері близько 20-ї години 15 червня по східних околицях міста Глухова два ворожі гелікоптери з території Росії випустили 5 ракет. Через потрапляння у житловий будинок одна людина загинула і шестеро поранені. Також були пошкоджені об'єкти інфраструктури. Інформацію щодо обстрілів Глухова пізніше підтвердили в ОК «Північ».

### 16 червня
Відразу три серії вибухів прогриміли на околиці Глухова близько 12:00. Місцеві вважають, що це був удар з градів або з різних видів озброєнь. Над околицею міста піднявся чорний дим, тліли та, місцями, палали зарості чагарнику. Один зі снарядів влучив у ферму. У результаті обстрілу росіянами ферми у Глухові поранені тварини та пошкоджені будівлі. Один снаряд прилетів в сарай, зверху вниз, і встряг у землю. Осколкові поранення отримали двадцять корів.

### 22 червня
Опівдні Росія обстріляла з мінометів Глухівську міську громаду. Повторний обстріл стався близько 18:00 години вечора. Російський безпілотник скинув вибухівку на територію Глухівської громади, повідомив голова Сумської ОВА Дмитро Живицький.

### 1 липня
В результаті ударів ракетами на околиці міста Глухова увечері 1 липня були зруйновані щонайменше три будинки. Наступного дня поліція Сумської області повідомила, що армія РФ вдарила реактивними системами «Град», артилерією та обстрілювали з гелікоптера по населених пунктах Глухівщини та Білопільщини. Загалом зафіксовано 191 удар. Руйнувань зазнали 7 приватних господарств, житловий будинок, лінії електропередач. Одна мирна жителька отримала поранення. За даними фактами відкрито кримінальні провадження за ст. 438 (порушення законів і звичаїв війни) Кримінального кодексу України. За повідомленням ДСНС у Сумській області, внаслідок обстрілу Глухова виникла пожежа у двох приватних домогосподарствах.

### 15 липня
Близько десятої ранку росіяни відкрили вогонь з мінометів по території Глухівської міської громади. Було зафіксовано 9 влучань. Після тринадцятої години почався обстріл з реактивної артилерії: понад 20 влучень. У результаті цих обстрілів одна людина загинула, а 4 — поранені.

### 16 липня
О 9 ранку російські військові завдали ударів з реактивних систем залпового вогню по Глухівській міській громаді, зафіксували 28 вибухів, повідомив голова Сумської ОВА Дмитро Живицький. Також цю інформацію підтвердили в ДПСУ та в Нацполіції Сумщини. За даними фактами у поліції відкрито кримінальні провадження за ст. 110 «Посягання на територіальну цілісність і недоторканність України» та ст. 438 «Порушення законів та звичаїв війни» Кримінального кодексу України.

### 17 липня
Увечері військові ЗС РФ гатили мінометами 120 мм калібру. Було зафіксовано 10 вибухів. Обійшлося без жертв, повідомили в Нацполіції Сумської області.

### 18 липня
О 4:30 було зафіксовано 10 влучань з міномета по Глухівській громаді, повідомив голова Сумської обласної військової адміністрації Дмитро Живицький. Внаслідок обстрілів постраждалих не було. За інформацією Східного регіонального управління ДПСУ, на усіх напрямках військові РФ застосовували БпЛА та засоби радіоелектронної боротьби.

### 29 листопада
Російськими обстрілами були пошкоджені електролінії у Ямпільській, Глухівській, Краснопільській та Білопільській громадах.

### 22 грудня
Увечері окупанти з району села крупець гатили реактивними снарядами по території Глухівської громади. За інформацією пресслужби Держприкордонслужби було зафіксовано 20 вибухів. Жертв та постраждалих не було.

## 2023

### 3 березня
Глухівська громада: о 16:15 російські війська били з мінометів − 5 прильотів.

### 15 червня
Близько 11:30 15 червня російська армія двічі з мінометів обстріляла село Білокопитове. Одна з міни упала за 50 метрів поряд із житловим будинком, де у той час перебували 5 цивільних осіб: батьки та троє дітей. 12-річна дитина отримала осколкове поранення у голову та була прооперована у Глухівській міській лікарні.
У другій половині дня росіяни обстріляли територію у цьому ж селі, поряд із озером, де діти ловили рибу. На диво, ніхто не постраждав.

### 22 листопада
«Протягом дня зафіксовано 17 обстрілів прикордонних територій та населених пунктів Сумської області. Зафіксовано 54 вибухи. Обстрілу зазнали Краснопільська, Юнаківська, Великописарівська, Білопільська, Новослобідська, Путивльська, Глухівська, Шалигинська, Знобсько-Новгородська, Есманьська, Середино-Будська громади», — зазначається в повідомленні Сумської ОВА. Зокрема, росіяни обстріляли з мінометів громади: Краснопільську (5 вибухів), Есманьську (18 вибухів), Середино-Будську (3 вибухи), Глухівську (1 вибух), Шалигинську (1 вибух), Новослобідську (1 вибух), Путивльську (6 мін), Зноб-Новгородську (5 вибухів).

## 2024

### 3 лютого
На підступах до Глухівської громади близько 18:20 бійці одного з опорних пунктів у результаті стрілецького бою, що тривав півтори години, разом із протидиверсійними підрозділами та мінометниками відкинули ворожу озброєну групу у складі 10 осіб.

### 30 березня
Глухівська громада: був мінометний обстріл (7 вибухів).

### 31 березня
Глухівська громада: здійснено мінометний обстріл (4 вибухи).

### 2 квітня
По Глухівській громаді здійснено мінометний обстріл (5 вибухів).

### 23 квітня
3 міни скинули росіяни на територію громади.

### 10 травня
По Глухівській громаді зафіксовано артилерійський обстріл (1 вибух).

### 14 травня
8 мін скинули росіяни на територію громади).

### 15 травня
Здійснено артилерійський обстріл (24 вибухи).

### 16 травня
«Протягом дня росіяни здійснили 32 обстріли прикордонних територій та населених пунктів Сумської області. Зафіксовано 166 вибухів. Обстрілу зазнали Білопільська, Краснопільська, Великописарівська, Новослобідська, Глухівська, Есманьська, Шалигинська, Дружбівська, Середино-Будська, Зноб-Новгородська громади», — ідеться в повідомленні Сумської ОВА.

### 28 травня
Зафіксовано скидання з БпЛА вибухового пристрою (1 вибух).

### 22 червня
Відбулася атака FPV-дрона (1 вибух).

### 3 липня
По громаді нанесено удари FPV дронами (2 вибухи).

### 9 липня
Здійснено удар FPV- дроном (1 вибух).

### 13 липня
По громаді здійснено удар 1 FPV дроном (1 вибух).

### 16 липня
росіяни вдарили по громаді з РСЗВ (12 вибухів).

### 20 липня
По громаді здійснено обстріл з РСЗВ («Ураган») (2 вибухи).

### 21 липня
Ворог вдарив по громаді з РСЗВ (12 вибухів).

### 25 липня
Ворог бив з мінометів (2 вибухи).

### 27 липня

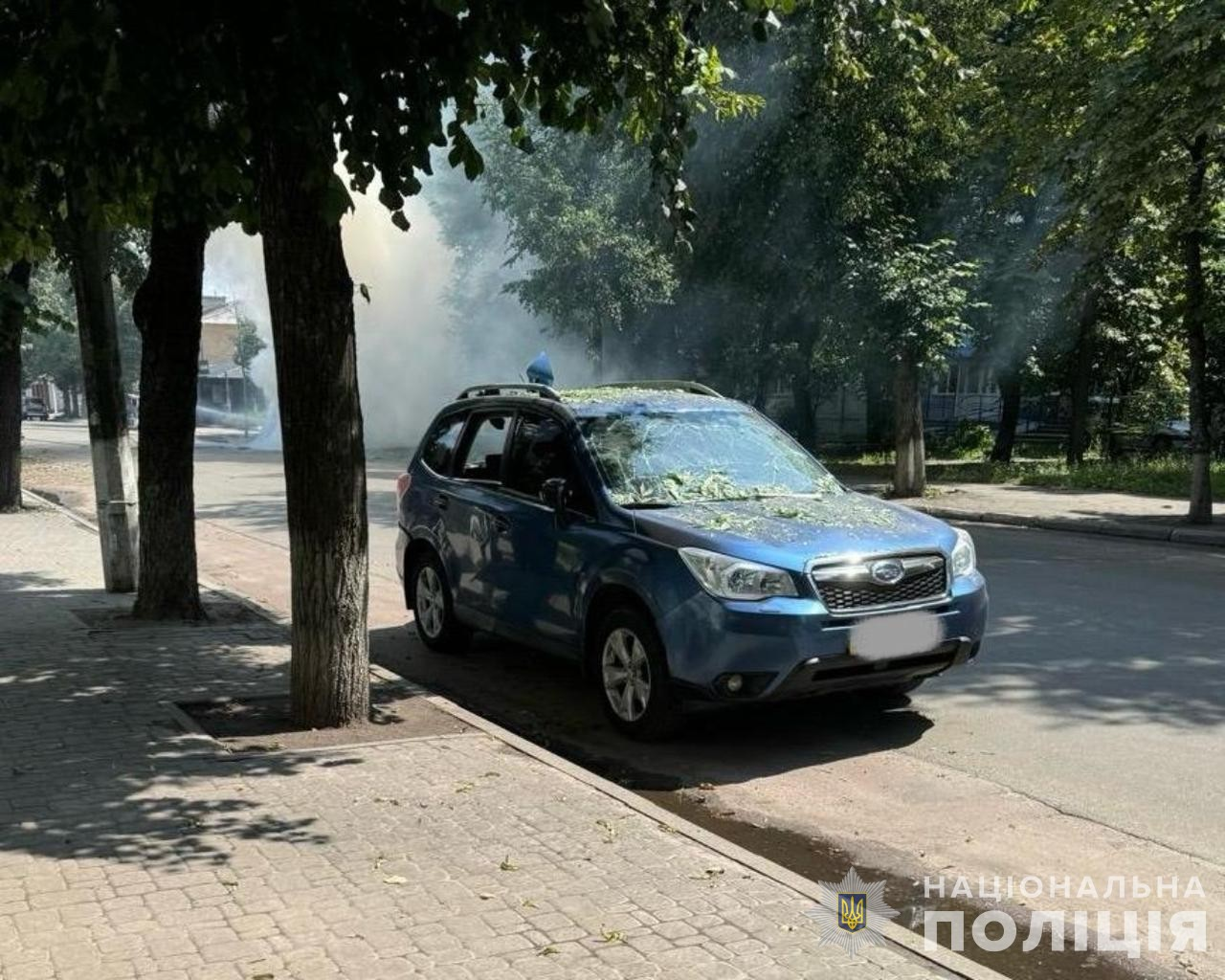
Один із пошкоджених унаслідок російського обстрілу на вулиці Київській автомобілів 27 липня 2024 року

Ворог, застосувавши реактивні системи залпового вогню, обстріляв Глухівську громаду. Зафіксовано 12 вибухів (за інформацією ОК «Північ» — 8 вибухів). За процесуального керівництва Шосткинської окружної прокуратури проводиться досудове розслідування за фактом порушення законів та звичаї війни, поєднані з умисним убивством (ч. 2 ст. 438 КК України). За даними слідства, 27 липня 2024 року близько 12:40 год, застосовуючи заборонені міжнародним правом методи ведення війни, ворог з реактивної системи залпового вогню ударив по центру міста. Унаслідок обстрілу поранено 13 цивільних осіб, серед яких 7 дітей. 14-річний хлопчик Єгор Антіпов помер у лікарні того ж дня, а 31 липня — 58-річний Олег Милюта, в якого діагностували вогнепальне проникаюче поранення черевної порожнини з ушкодженням кишки, а також вогнепальний перелом грудини. Також ворогом було пошкоджено 5 комунальних закладів, 8 багатоквартирних будинків, 7 приватних будинків, 2 газопроводи та легкові автомобілі.

### 5 серпня
Ворог ударив із РСЗВ по с. Будівельному (7 вибухів). Ще був один вибух, ймовірно, скид НВП з БПЛа.

### 6 серпня
Військові рф із 120-мм міномету скинули 5 мін по с. Будівельному.

### 8 серпня
Ворог з території рф скинув 6 КАБів: три — на с. Заруцьке, два — на Привілля та один — на Хотминівку.

### 9 серпня
росіяни здійснили декілька авіаударів КАБами по селам громади та самому місту, загалом 4 вибухи (по Глухівщині — 12 бомб): 2 бомби — по Глухову, ще по одній — по Полошках й Заруцькому. За словами начальника Сумської ОВА Володимира Артюха протягом 9 серпня росіяни на Сумщині вперше використали нові бомби — універсальні міжвидові плануючі боєприпаси, певний гібрид між бомбою та ракетою: «Раніше це були прості КАБи, які планували й завдавали ударів по населених пунктах та об'єктах інфраструктури, зараз з'явилися нові плануючі боєприпаси. Вони такі ж, як і КАБи, але мають двигун. Ця бомба летить значно далі, у два рази, і точніше». Із 24 авіабомб, випущених вдень 9 серпня по території Сумської області нових бомб було — 11.

### 10 серпня
Протягом доби по місту Глухову ворог унаслідок двох авіаударів скинув 4 КАБи (по Глухівщині — 6 КАБів). З РСЗВ було обстріляно с. Привілля (5 вибухів), а з 122 мм ствольної артилерії с. Заруцьке.

### 11 серпня
Унаслідок трьох авіаударів ворог скинув 5 КАБів (загалом, по території Глухівщини з рф було вдарено 12 КАБами).

### 14 серпня
Ворог здійснив авіаудар двома КАБами по Глухову.

### 15 серпня
Здійснено ворогом авіаудар трьома КАБами.

### 16 серпня
Унаслідок двох авіаударів ворожа авіація скинула 4 КАБи на с. Заруцьке (загалом на територію колишньої Глухівщини ворог скинув 15 КАБів — із 21 — по області).

### 17 серпня
По Глухову ворогом було здійснено удар FPV дроном. У результаті обстрілу пошкоджено два приватні будинки. Також, 1 вибух, ймовірно, із ФПВ-дрона було завдано по с. Заруцьке.

### 18 серпня
Ворог чотири рази з ФПВ-дронів обстрілював село Заруцьке (8 вибухів). У Глухові в результаті обстрілу ФПВ-дроном (1 вибух) було пошкоджено промисловий об'єкт.

### 19 серпня
Близько 16:00 росіяни з FPV-дронів (6 вибухів) обстріляли нижній склад філії «Шосткинське лісове господарство» ДП «Ліси України», розташований на східній околиці Глухова. За інформацією держпідприємства «Ліси України» згоріло приблизно 200—250 кубометрів дубу, ясеню та клену. Працівники врятували техніку та адмінбудівлю. Всього перебувало на складі 2,5 тис. кубометрів деревини. Також із FPV-дронів двічі обстріляли Білокопитове (4 вибухи). В результаті обстрілу було пошкоджено приватний будинок та господарську споруду. Крім того, двічі обстріляли Заруцьке (3 вибухи).

### 20 серпня
Уночі з 0:24 по 0:35 російські військові випустили із Су-34 по Глухову дві ракети та скинули на місто 6 керованих авіаційних бомб, повідомили в ОК «Північ». У результаті ударів у різних частинах міста були пошкоджені два об'єкти, один з них належить до критичної інфраструктури, розповіла керуюча справами виконкому Глухівської міської ради Ірина Терещенко. Внаслідок ворожої атаки без електропостачання перебували певний час (від декількох годин до доби) 72 населені пункти, понад 18,5 тис. абонентів. На ранок удалося відновити у місті водопостачання та роботу очисних споруд. Споживачів підключали до резервних мереж.
Протягом дня було зафіксовано 7 обстрілів міста FPV-дронами (11 вибухів та ще три обстріли (4 вибухи) приміського села Заруцьке.

### 21 серпня
По громаді здійснено 14 обстрілів FPV-дронами (16 вибухів), унаслідок чого отримала поранення 1 цивільна особа. Унаслідок 8 обстрілів у Глухові сталося 10 вибухів. У результаті цього було пошкоджено об'єкт критичної інфраструктури. Три обстріли та три вибухи сталося в с. Заруцьке, унаслідок чого було пошкоджено приватний будинок. Ще два обстріли, ймовірно ФПВ-дронами (2 вибухи) ворог здійснив по с. Будівельне та 1 вибух — по с. Білокопитове. Також по цьому селу ворог здійснив гранатометний обстріл (АГС) (10 вибухів).

### 22 серпня

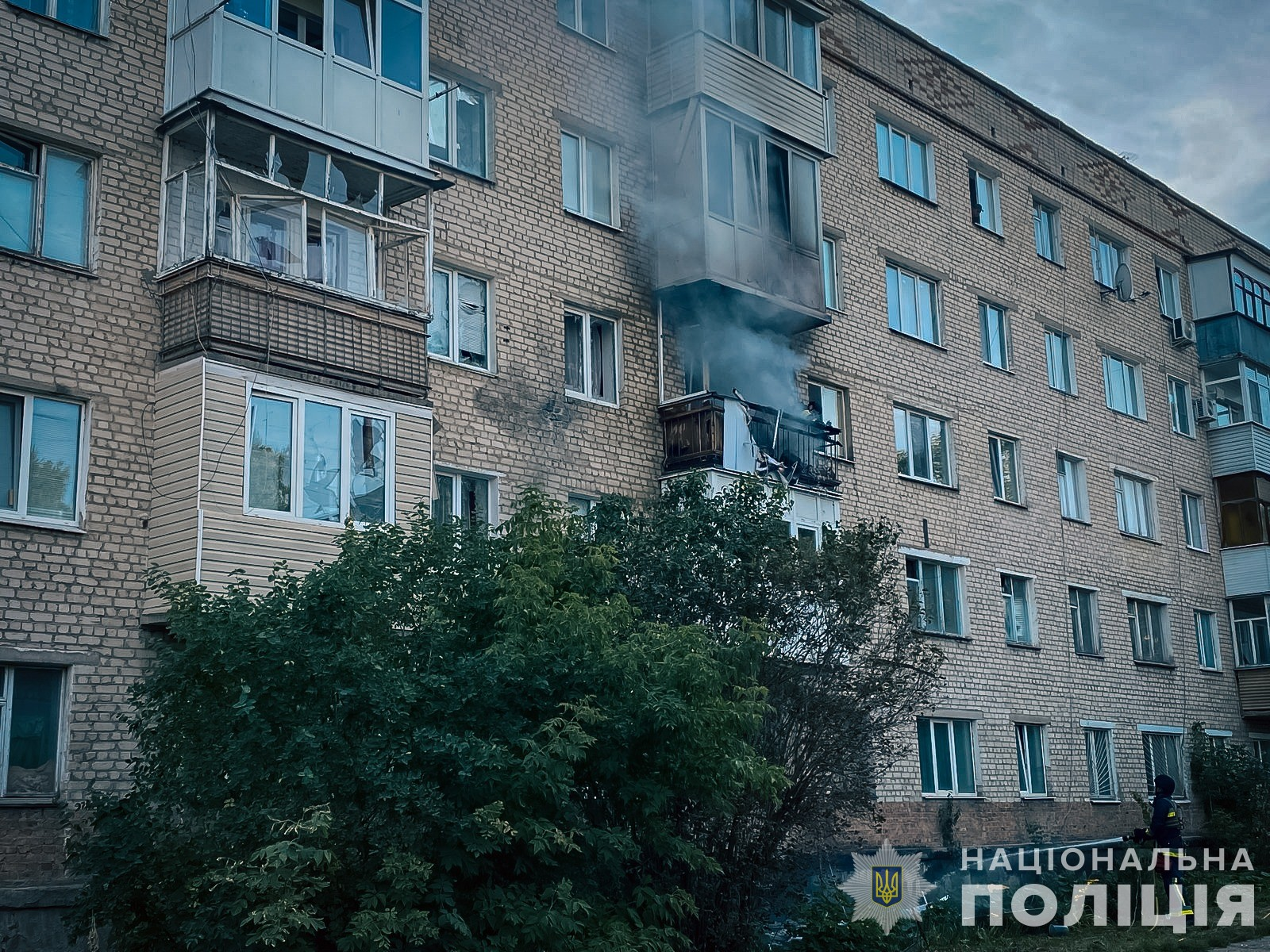
Будинок у який влучив ворожий FPV-дрон

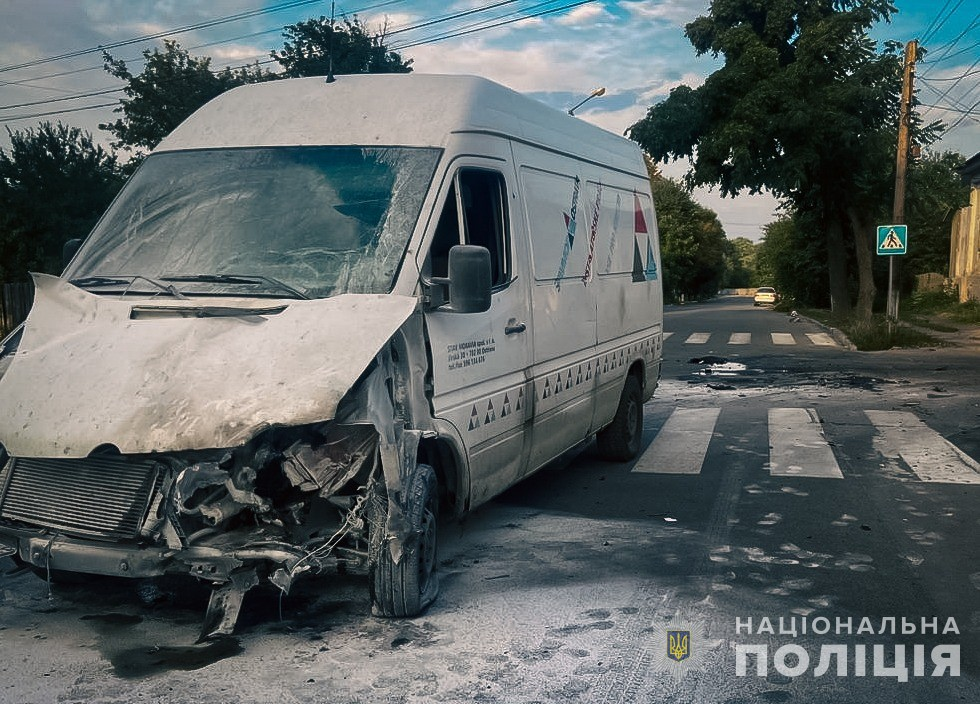
Мікроавтобус, що постраждав від ворожого FPV-дрону

Протягом доби Глухівська громада постраждала від ворожих обстрілів з рф. За інформацією ОК «Північ», по території Глухова було скинуто 1 КАБ. Близько 8:00 російський ФПВ-дрон влучив у балкон на третьому поверсі 5-поверховоно будинку в середмісті, почалася пожежа, 1 жінка отримала незначні травмування. Після того, місто кожні півгодини обстрілювалося ФПВ-дронами. Загалом було 12 обстрілів ФПВ-дронами (21 вибух). У результаті цих обстрілів було поранено цивільну особу, пошкоджено об'єкт критичної інфраструктури, три багатоквартирні житлові будинки, адміністративну будівлю та автомобілі. Крім того, двічі ворог, ймовірно ФПВ-дронами (2 вибухи) обстріляв село Заруцьке.

### 23 серпня
По Глухову ворожа авіація близько 12:00 здійснила пуск двох КАБів. У результаті обстрілу було пошкоджено адмінбудівлю зернопереробного підприємства. Унаслідок обстрілу ФПВ-дроном (1 вибух) було пошкоджено у місті приватний будинок та два цивільні автомобілі. Також росіяни скинули 1 ФПВ-дрон по с. Заруцьке (1 вибух).

### 26 серпня
Здійснена атака FPV-дроном (3 вибухи).

### 27 серпня
Зафіксовано пуск авіабомб КАБ (2 вибухи).

### 28 серпня
По громаді здійснено обстріл зі ствольної артилерії (36 вибухів).

### 30 серпня
За процесуального керівництва Сумської обласної прокуратури проводиться досудове розслідування за фактом порушення законів та звичаїв війни (ч. 1 ст. 438 КК України). За даними слідства, 30 серпня 2024 року близько 04:30 год, застосовуючи заборонені міжнародним правом методи ведення війни, окупанти скинули на цивільну інфраструктуру м. Глухів Шосткинського району, за попередніми даними, шість КАБів. Унаслідок атаки окупантів поранено 77-річну жінку. Пошкоджено три освітні заклади, чотири багатоквартирні житлові будинки, місцеве підприємство, магазин, дві установи, транспортні засоби. Прокурори у взаємодії з іншими правоохоронцями документують наслідки обстрілу. Досудове розслідування здійснюється слідчими Управління Служби безпеки України в Сумській області, повідомили в обласній прокуратурі. Також завдавали ударів FPV-дронами (28 вибухів), били з артилерії (5 вибухів).

### 1 вересня
росіяни здійснили по громаді авіаудар КАБ (4 вибухи).

### 2 вересня
На громаду здійснена атака FPV-дроном (1 вибух), дроном-камікадзе (1 вибух), також ворог здійснив пуск авіабомб КАБ (5 вибухів).

### 8 вересня
Протягом доби ворог, за інформацією ОК «Північ» випустив два КАБи по приміському селу Годунівка.

### 18 листопада
Унаслідок російської атаки дронами у гуртожиток Глухівського медичного коледжу загинуло 12 людей - переселенців з Есманської селищної громади.